# Jetta Goudal
Jetta Goudal (ur. 12 lipca 1891, zm. 14 stycznia 1985) – amerykańska aktorka filmowa.

## Filmografia
- 1922: Timothy's Quest jako Chora matka
- 1924: Open All Night jako Lea
- 1927: Zakazana kobieta jako Zita Gautier
- 1930: Lady of the Pavements jako Countess Diane des Granges
- 1932: Business and Pleasure jako Madam Momora

## Wyróżnienia
Posiada swoją gwiazdę na Hollywoodzkiej Alei Gwiazd.